# Rita sacerdotum
 Rita sacerdotum   (лат.) — вид пресноводных рыб семейства косатковых, обитают в южной Азии.
Встречается в Мьянме и Таиланде, обитает обычно только в крупных реках, таких как Салуин.

## Описание
Самый крупный представитель семейства, достигает длины 2 м.
Окраска тела фиолетовая или оливково-зелёная, брюхо светлое, плавники тёмные.
Питаются животной пищей, основу рациона составляют бентосные организмы и рыбы. Биология вида изучена очень слабо.